# Bob Christie
Bob Christie (Grants Pass, 4 april 1924 - Grants Pass, 1 juni 2009) was een Amerikaans autocoureur.
Hij reed vijf races die meetelden in de Formule 1; de Indianapolis 500 van 1956 t/m 1960. Zijn beste prestatie was de 10e positie in 1960. Van 1961 tot en met 1963 reed Christie ook de Indianapolis 500, maar deze telden niet meer mee in de Formule 1.